# Dan Baker
Pour les articles homonymes, voir Baker.
Pas d'image ? Cliquez ici

a Compétitions nationales et continentales officielles uniquement.

b Matchs officiels uniquement.
Dernière mise à jour le 5 août 2024.
Dan Baker, né le 5 juillet 1992 à Neath (pays de Galles), est un joueur international gallois de rugby à XV qui occupe le poste de troisième ligne centre.
Durant sa carrière, il joue tout d'abord avec le Swansea RFC, les Ospreys, le Stade montois puis les Dragons RFC où il finit sa carrière sportive.

## Biographie
Dan Baker connaît des sélections avec le pays de Galles en moins de 16 ans, de 18 ans et en moins de 20 ans. Le 9 mars 2012, il marque un essai en interceptant un ballon contre l'équipe d'Italie des moins de 20 ans et il est désigné homme du match.
Dan Baker joue pour la franchise des Ospreys, après avoir auparavant joué pour le Swansea RFC. Il fait ses débuts pour les Ospreys le 26 janvier 2013 contre les Newport Gwent Dragons. Il participe à trois matchs des Ospreys après avoir été remarqué avec les équipes de jeunes du pays de Galles ou l'équipe de Swansea ; il est retenu par le pays de Galles pour une tournée au Japon.
Il fait ses débuts internationaux le 8 juin 2013 contre le Japon en rentrant en seconde mi-temps. Le pays de Galles s'impose 22 à 18. Il joue le deuxième match qui est perdu 23 à 8 le 15 juin 2013 pour un succès historique des Japonais. Une partie des joueurs Gallois est retenue pour la Tournée des Lions britanniques et irlandais 2013 (quinze joueurs gallois).
Le 11 avril 2014 contre le Leinster, il participe à la victoire 25 à 19 de son équipe et il est remarqué, désigné homme du match. En juin 2014, il est retenu pour une tournée du pays de Galles en Afrique du Sud sans disputer de test match ; il brille lors de la victoire des Ospreys contre les Cardiff Blues sur le score de 26 à 15.  Mais la concurrence est rude pour obtenir une sélection galloise avec Toby Faletau, Sam Warburton et Justin Tipuric comme prétendants aux postes de troisième ligne. 
Alors qu'il va avoir vingt-trois ans en juillet 2015, Dan Baker a disputé trente-trois matchs avec les Ospreys dont dix-huit pour la saison 2014-2015 et dix-sept comme titulaire du poste de troisième ligne centre. 
Dan Baker est retenu dans un groupe élargi de quarante-sept joueurs pour la préparation de la Coupe du monde 2015, annoncé par Warren Gatland.
Lors de l'automne 2016, il est convoqué pour les tests de fin d'année mais ne prend part à aucune rencontre.
À partir de la saison 2020-2021, il rejoint la France et le club de Pro D2 du Stade montois. Toutefois, il fait son retour au pays de Galles dès le mois de février 2021 au sein des Dragons RFC et prolonge ensuite pour une saison supplémentaire avec la province.
À l'issue de la saison 2021-2022, il n'est pas retenu par les Dragons RFC et signe pour le club semi-professionnel d'Aberavon RFC.
Pour la saison 2023-2024, il s'engage dans son ancien club formateur, le Ystradgynlais RFC.

## Statistiques en équipe nationale
Dan Baker compte trois sélections avec l'équipe du pays de Galles sans marquer aucun point.
Dan Baker débute en équipe nationale à l'âge de vingt-et-un ans le 8 juin 2013.